# Condado de Wise (Texas)
El condado de Wise es un condado localizado en el estado de Texas, Estados Unidos. En el censo de los Estados Unidos de 2020 la población fue de 68 632 habitantes. La sede se encuentra en la ciudad de Decatur. Este condado es parte del Dallas/Fort Worth Metroplex y se encuentra al noroeste del condado de Tarrant. El Condado de Wise fue nombrado por Henry Alexander Wise, un congresista estadounidense que apoyaba la anexión de Texas.